# Assedio di Rodi (88 a.C.)
L'assedio di Rodi dell'88 a.C. vide le forze dei Rodii, alleate della Repubblica romana, resistere ad un blocco navale del re del Ponto, Mitridate VI.

## Contesto storico
L'espansionismo da parte di Mitridate era iniziata verso la fine dell'89 a.C., con due vittorie sulle forze prima del re di Bitinia, Nicomede IV e poi contro lo stesso Manio Aquilio, a capo della delegazione e dell'esercito romano in Asia Minore. L'anno successivo Mitridate decise di continuare nel suo progetto di occupazione dell'intera penisola anatolica, ripartendo dalla Frigia. La sua avanzata proseguì, passando dalla Frigia alla Misia, e toccando quelle parti di Asia che erano state recentemente acquisite dai Romani. Poi mandò i suoi ufficiali per le province adiacenti, sottomettendo la Licia, la Panfilia, ed il resto della Ionia.
A Laodicea sul fiume Lico, dove la città stava ancora resistendo, grazie al contributo del proconsole Quinto Oppio, Mitridate fece questo annuncio sotto le mura della città:
(Appiano, Guerre mitridatiche, 20.)
Dopo questo annuncio, gli abitanti di Laodicea lasciarono liberi i mercenari, ed inviarono Oppio con i suoi littori a Mitridate, il quale però decise di risparmiare il generale romano.
Non molto tempo dopo Mitridate riuscì a catturare anche Manio Aquilio, che egli riteneva il principale responsabile di questa guerra e lo uccise barbaramente.
Sembra che a questo punto, la maggior parte delle città della Asia si arresero al conquistatore pontico, accogliendolo come un liberatore dalle popolazioni locali, stanche del malgoverno romano, identificato da molti nella ristretta cerchia dei pubblicani. Rodi, invece, rimase fedele a Roma.
Non appena queste notizie giunsero a Roma, il Senato emise una solenne dichiarazione di guerra contro il re del Ponto, seppure nell'Urbe vi fossero gravi dissensi tra le due principali fazioni interne alla Res publica (degli Optimates e dei Populares) ed una guerra sociale non fosse stata del tutto condotta a termine. Si procedette, quindi, a decretare a quale dei due consoli, sarebbe spettato il governo della provincia d'Asia, e questa toccò in sorte a Lucio Cornelio Silla.
Mitridate, preso possesso della maggior parte dell'Asia Minore, dispose che tutti coloro, liberi o meno, che parlavano una lingua italica, fossero barbaramente trucidati, non solo quindi i pochi soldati romani rimasti a presidio delle guarnigioni locali. 80 000 tra cittadini romani e non, furono massacrati nelle due ex-province romane d'Asia e Cilicia (episodio noto come Vespri asiatici).

## Assedio
La città di Rodi riuscì a respingere, per lungo tempo, gli attacchi del re del Ponto, anche grazie ad aver rinforzato le loro mura, il porto, aggiungendo anche nuove macchine da guerra, ricevendo aiuto anche dalla vicina Telmesso e dalla Licia. Inoltre tutti gli Italici scampati alla strage si rifugiarono a Rodi, tra i quali lo stesso Lucio Cassio, il proconsole della provincia d'Asia.
(Appiano, Guerre mitridatiche, 24.)
(Appiano, Guerre mitridatiche, 25.)
Appiano di Alessandria racconta infine un episodio curioso:
(Appiano, Guerre mitridatiche, 25.)
Nell'autunno poi dell'88 a.C.,
(Appiano, Guerre mitridatiche, 26.)
Alla fine Mitridate desistette ed abbandonò Rodi:
(Appiano, Guerre mitridatiche, 27.)

## Conseguenze
La situazione precipitò ulteriormente, quando a seguito delle ribellioni nella provincia asiatica, insorse anche l'Acaia. Il governo della stessa Atene, formato da un'oligarchia di mercanti di schiavi e proprietari di miniere, fu rovesciato da un certo Aristione, che poi si dimostrò a favore di Mitridate, meritandosi dallo stesso il titolo di amico. Il re del Ponto appariva ai loro occhi come un liberatore della grecità, quasi fosse un nuovo Alessandro Magno.
Frattanto la flotta pontica invadeva Delo e Cos, sotto la guida dell'ammiraglio Archelao, che si spingeva poi fino al Pireo, accolto dai rivoluzionari ateniesi, capitanati da un certo Aristione. L'anno successivo (nell'88 a.C.) si unirono alla rivolta anche gli Achei, i Lacedemoni, i Beoti, mentre i Parti, lungo il fronte orientale, attraversavano l'Eufrate e invadevano il regno seleucide di Siria. La morte improvvisa del loro re Mitridate II di Partia, metteva però fine alla loro offensiva.